# Agrius
Agrius és un gènere de lepidòpter ditrisis de la família dels esfíngids. Els imagos es caracteritzen per les seves tonalitats grises que recobreixen gran part del cos i les ales, però també pels colors rosats que mostren en alguns segments de l'abdomen i a les ales posteriors. Destaquen per la seva mida, tant els adults que poden sobrepassar els 120 mm d'envergadura alar, com les erugues, amb la possibilitat de superar els 100 mm.
Les seves espiritrompes són llargues, cosa que els facilita l'obtenció de nèctar mentre liben de forma similar als colibrís. Es tracta d'hàbils voladors, a més de ràpids.

## Taxonomia
El gènere Agruis inclou 6 espècies:
- Agrius convolvuli Linnaeus, 1758 - Euràsia, Àfrica i Austràlia.
- Agrius cingulatus Fabricius, 1775 - Amèrica central i del sud.
- Agrius cordiae Riotte, 1984 - Illes Marshall.
- Agrius godarti Macleaey, 1826 - Austràlia.
- Agrius luctiferaWalker, 1865 - Indonèsia.
- Agrius rothschildi Kitching & Cadiou, 2000

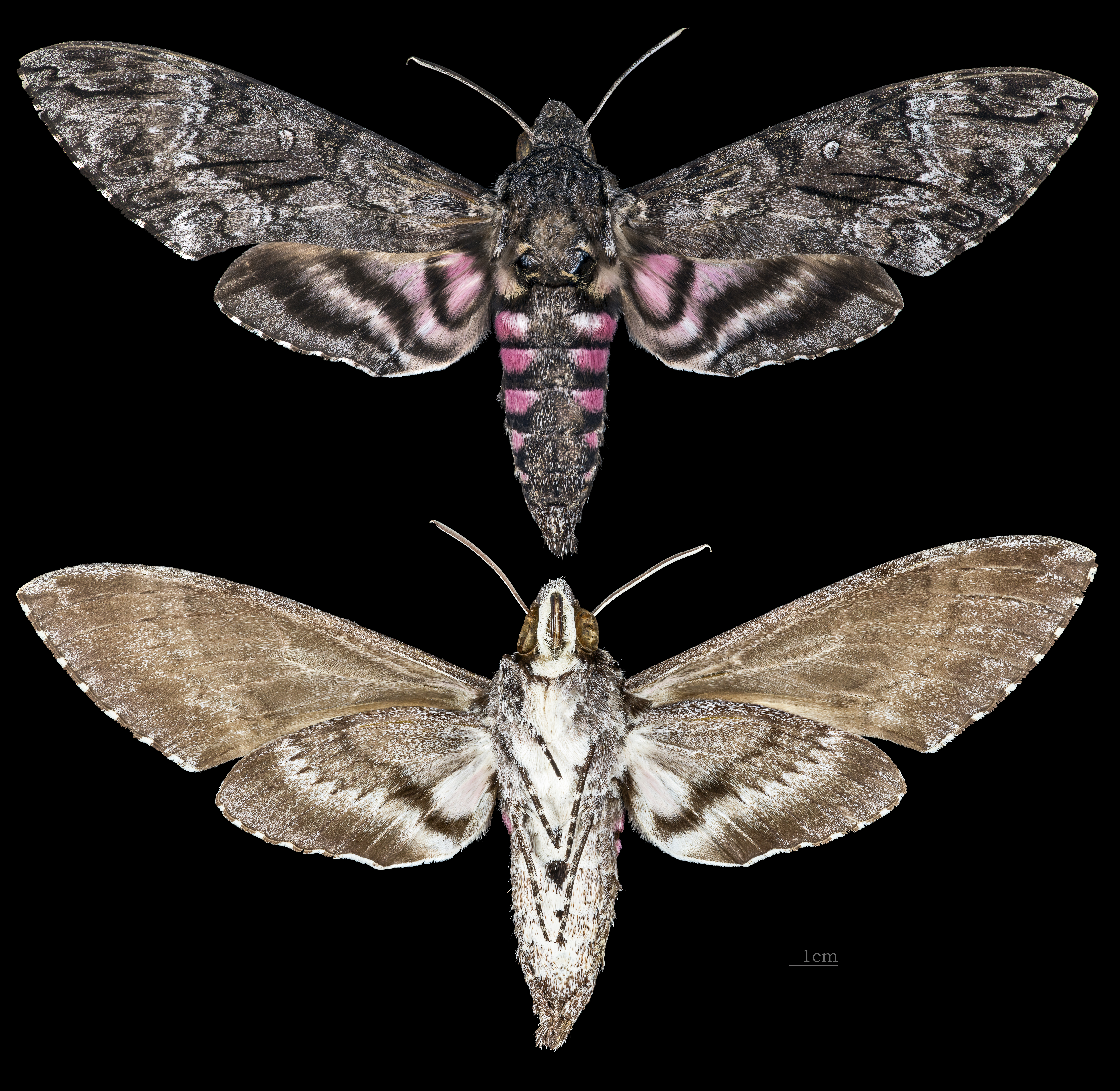
Agrius cingulata
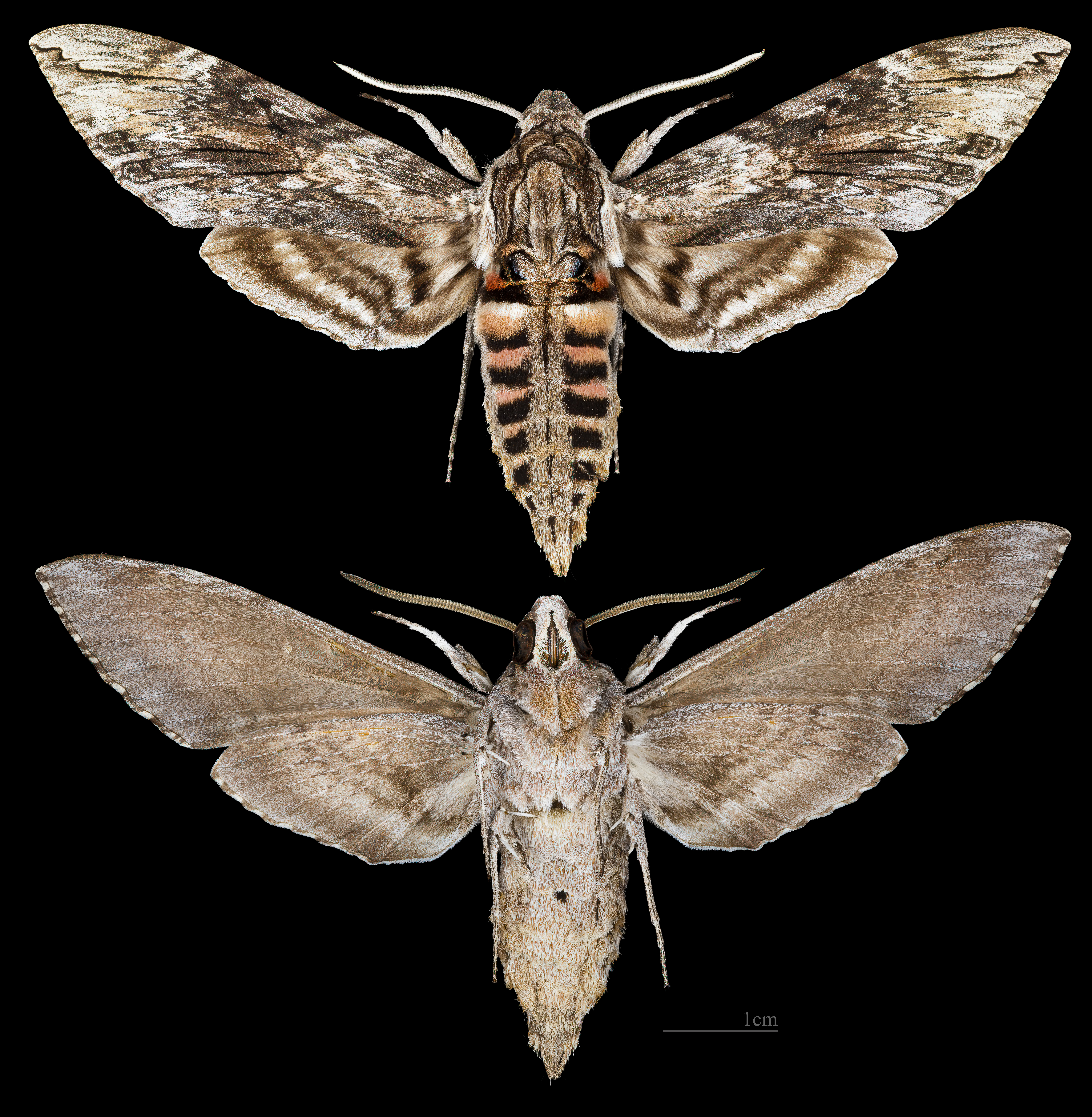
Agrius convolvuli
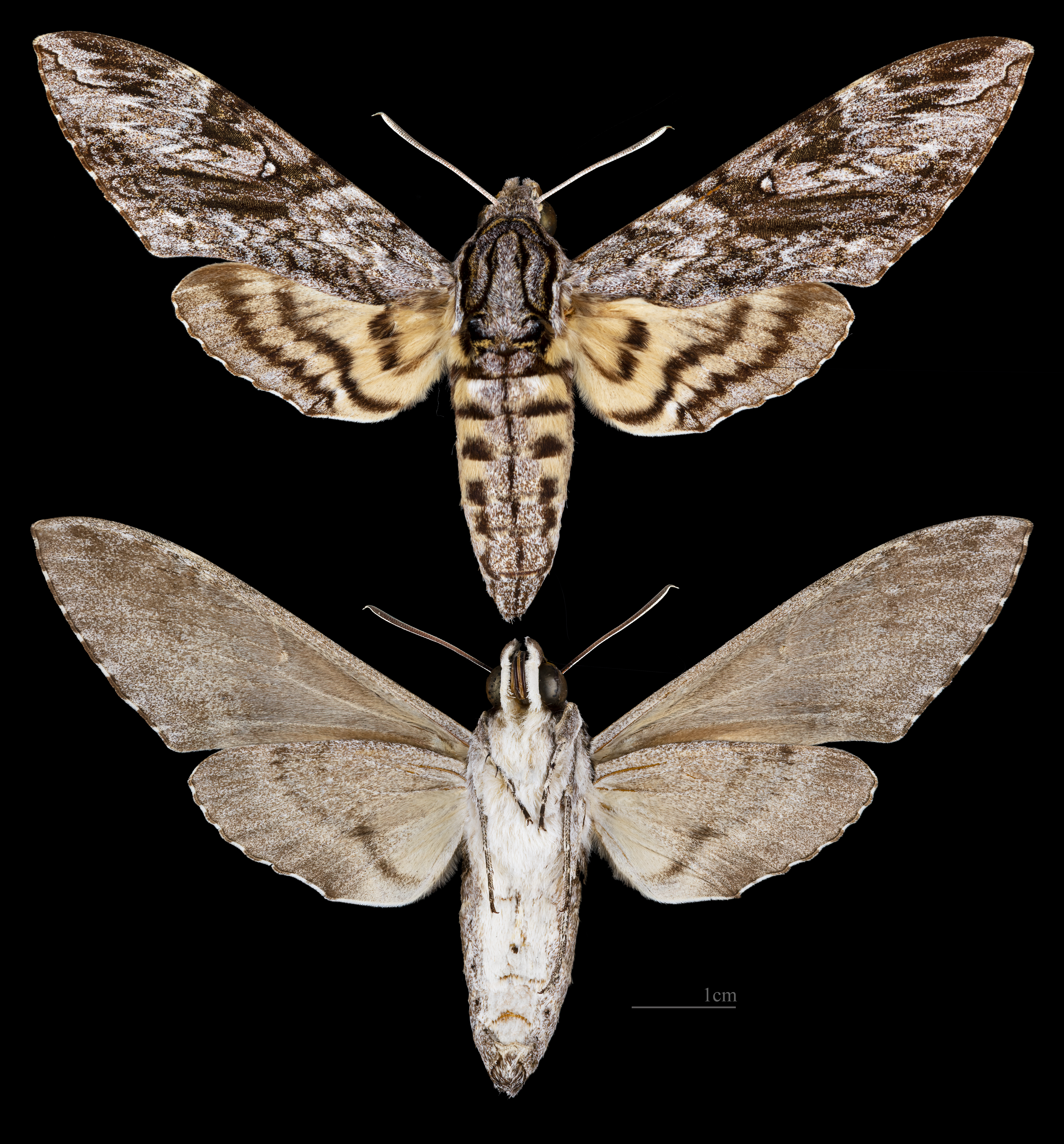
Agrius godarti